# (15764) 1992 UL8
1992 يو أل 8 (ويعرف أيضًا باسم (15764) 1992 يو أل 8 وفق تسمية الكوكب الصغير) (بالإنجليزية: 1992 UL8)‏ هو كويكب ضمن حزام الكويكبات؛ وترتيبه 15764 من حيث الاكتشاف.
اكتُشف هذا الجُرم الفلكي بواسطة أوسامو موراماتسو في 31 أكتوبر 1992.

## وصلات خارجية
- (15764) 1992 UL8 في قاعدة بيانات مختبر الدفع النفاث لأجرام النظام الشمسي الصغيرة

- الاكتشاف · مخطط المدار ·  العناصر المدارية · المعلمات المادية

- (15764) 1992 UL8 على موقع ويكي سكاي: DSS2, SDSS, GALEX, IRAS, Hydrogen α, X-Ray, Astrophoto, Sky Map, Articles and images